# Koedrjavy
Koedrjavy (Russisch: Кудрявый, Japans: 硫黄岳, Moyoro-dake) is een vulkaan in het centrum van de caldera Medvezja in het noordoosten van het door Rusland bestuurde en door Japan geclaimde Koerileneiland Itoeroep. De vulkaan is met een hoogte van 986 of 991 meter een van de lagere vulkanen op het eiland. Aan de top bevinden zich 2 kraters met solfatares. Op de top bevinden zich 6 fumaroles, waarvan 4 met zeer hoge temperaturen (500-940 °C). Het eiland kwam in het nieuws door de ontdekking van rheniiet in een van de fumarolen. De voorraden hiervan zijn geschat op 10 tot 15 ton.
De eerste bekende vulkaanuitbarsting stamt uit 1778 of 1779. Verdere uitbarstingen volgden in 1883, 1946 (niet zeker) en van 1975 tot 1978.